# Niankouini
Niankouini est une commune située dans le département de Bomborokuy de la province de Kossi au Burkina Faso.